# 포항 오어사 대웅전
포항 오어사 대웅전(浦項 吾魚寺 大雄殿)은 대한민국 경상북도 포항시 남구 오어사에 있는 대웅전이다. 2012년 10월 22일 경상북도의 유형문화재 제452호로 지정되었다.

## 개요
운제산에 있는 오어사는 신라 진평왕(재위 579∼632) 때 세운 절로 ‘항사사’라 불렀다. 후에 신라 고승 원효와 혜공에 얽힌 설화로 ‘오어사’로 부르게 되었다. 현재 절 경내에는 대웅전을 비롯하여 나한전, 설선당, 칠성각, 산령각 등의 건물이 남아 있다.
대웅전은 조선 영조 17년(1741)에 고쳐 지은 것이다.
앞면 3칸·옆면 2칸 규모로, 지붕은 옆면에서 볼 때 여덟 팔(八)자 모양인 팔작지붕으로 꾸몄다. 지붕 처마를 받치기 위해 장식하여 만든 공포는 기둥 위와 기둥 사이에도 있는 다포 양식이다.

## 현지 안내문
이 건물은 진라 진평왕때 처음 건립한 것으로 전한다. 오어사는 원래 '항사사'라 불리었다고 한다. 신라의 고승과 원효와 혜공이 수도를 하다가 법력으로 개천의 고기를 생환토록하는 시합을 하였는데, 두마리중 한 마리가 살아 힘차게 헤엄을 치자, 이 때 움직이는 고기가 서로 자신이 살린 고기라 하여 이 때부터 나 '오(吾)', 고기 '어(魚)'자를 써서 오어사라 불렀다고 전한다.
현재의 건물은 조선 영조 17년(1741)에 중건된 것으로 정면 3칸, 측면 2칸의 다포 형식의 팔작집이다.

## 같이 보기
- 오어사

## 참고 문헌
- 포항 오어사 대웅전 - 국가유산청 국가유산포털